# Шима (деревня)
Шима — деревня в Осьминском сельском поселении Лужского района Ленинградской области.

## История
Впервые упоминается в писцовых книгах Шелонской пятины 1498 года, как деревня Шимы в Сумерском погосте Новгородского уезда.
Деревня Шимы обозначена на карте Санкт-Петербургской губернии Ф. Ф. Шуберта 1834 года.

ШИМЫ — деревня принадлежит её величеству, число жителей по ревизии: 76 м. п., 68 ж. п. (1838 год)

Деревня Шимы отмечена на карте профессора С. С. Куторги 1852 года.

ШИМ — деревня Гдовского её величества имения, по просёлочной дороге, число дворов — 17, число душ — 48 м. п. (1856 год)

ШИМ — деревня удельная при озере безымянном, число дворов — 15, число жителей: 52 м. п., 64 ж. п. (1862 год)

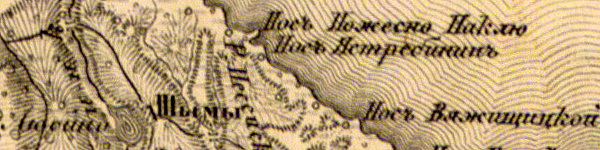
Деревня Шима на карте 1863 года

Согласно карте из «Исторического атласа Санкт-Петербургской Губернии» 1863 года деревня называлась Шымы.
В XIX веке — начале XX века деревня административно относилась к Старопольской волости 2-го земского участка 1-го стана Гдовского уезда Санкт-Петербургской губернии.
По данным «Памятной книжки Санкт-Петербургской губернии» за 1905 год деревня Шима образовывала Шимское сельское общество.
С 1917 по 1919 год деревня Шима входила в состав Осьминской волости Гдовского уезда.
С 1920 года, в составе Самровской волости.
С 1922 года, в составе Перегребского сельсовета Доложской волости.
С 1924 года, в составе Зажупанского сельсовета.

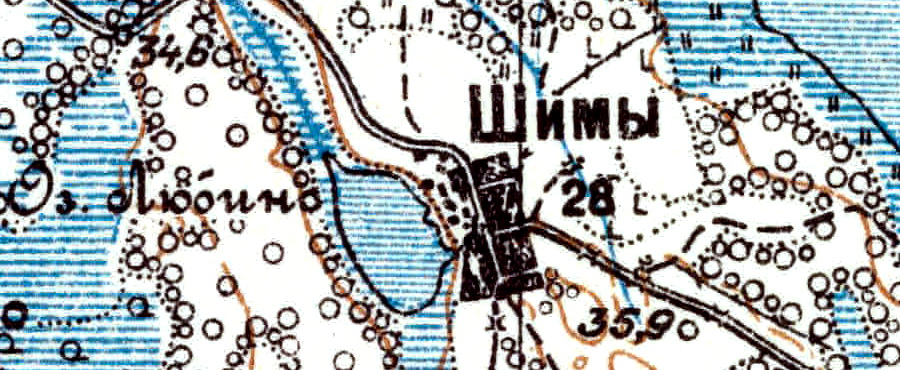
Деревня Шима карте 1926 года

Согласно топографической карте 1926 года деревня называлась Шимы и насчитывала 28 крестьянских дворов, в центре деревни находилась часовня.
С февраля 1927 года, в составе Выскатской волости, а с августа 1927 года, в составе Велетовского сельсовета Осьминского района.
С 1928 года, в составе Самровского сельсовета. В 1928 году население деревни Шима составляло 172 человека.
По данным 1933 года деревня Шима входила в состав Самровского сельсовета Осьминского района.
C 1 августа 1941 года по 31 января 1944 года деревня находилась в оккупации.
С 1961 года, в составе Сланцевского района.
С 1963 года, в составе Рельского сельсовета Лужского района.
В 1965 году население деревни Шима составляло 12 человек.
По данным 1966, 1973 и 1990 годов деревня Шима также входила в состав Рельского сельсовета Лужского района.
В 1997 году в деревне Шима Рельской волости проживал 1 человек, в 2002 году — 3 человека (все русские).
В 2007 году в деревне Шима Осьминского СП не было постоянного населения.

## География
Деревня расположена в западной части района к северо-западу от автодороги 41К-020 (Сижно — Осьмино).
Расстояние до административного центра поселения — 29 км.
Расстояние до ближайшей железнодорожной станции Молосковицы — 75 км.
Деревня находится на восточном берегу озера Любино, близ южного берега озера Самро.

## Демография
| 1838 | 1862 | 1928 | 1965 | 1997 | 2007 | 2010 |
| ---- | ---- | ---- | ---- | ---- | ---- | ---- |
| 144  | ↘116 | ↗172 | ↘12  | ↘1   | ↘0   | ↗1   |
| 2017 |      |      |      |      |      |      |
| ↘0   |      |      |      |      |      |      |

## Улицы
Ягодная.